# Лінійні кораблі типу «Курбе»
Лінійні кораблі типу «Курбе» ( фр. Classe Courbet) - серія французьких лінійних кораблів 1910-х років.
Були закладені в рамках кораблебудівної програми 1910 року і стали першими французькими дредноутами. Внаслідок обмежень на розміри кораблів, накладених можливостями наявних на французьких військово-морських базах доків, лінкори типу «Курбе» відрізнялися порівняно невисокою морехідністю. Тривале будівництво кораблів також призвело до того, що на час свого включення до складу флоту лінкори типу «Курбе», у цілому схожі з іншими дредноутами першого покоління, вже істотно поступалися наступним поколінням лінійних кораблів Великої Британії, Німеччини та США.

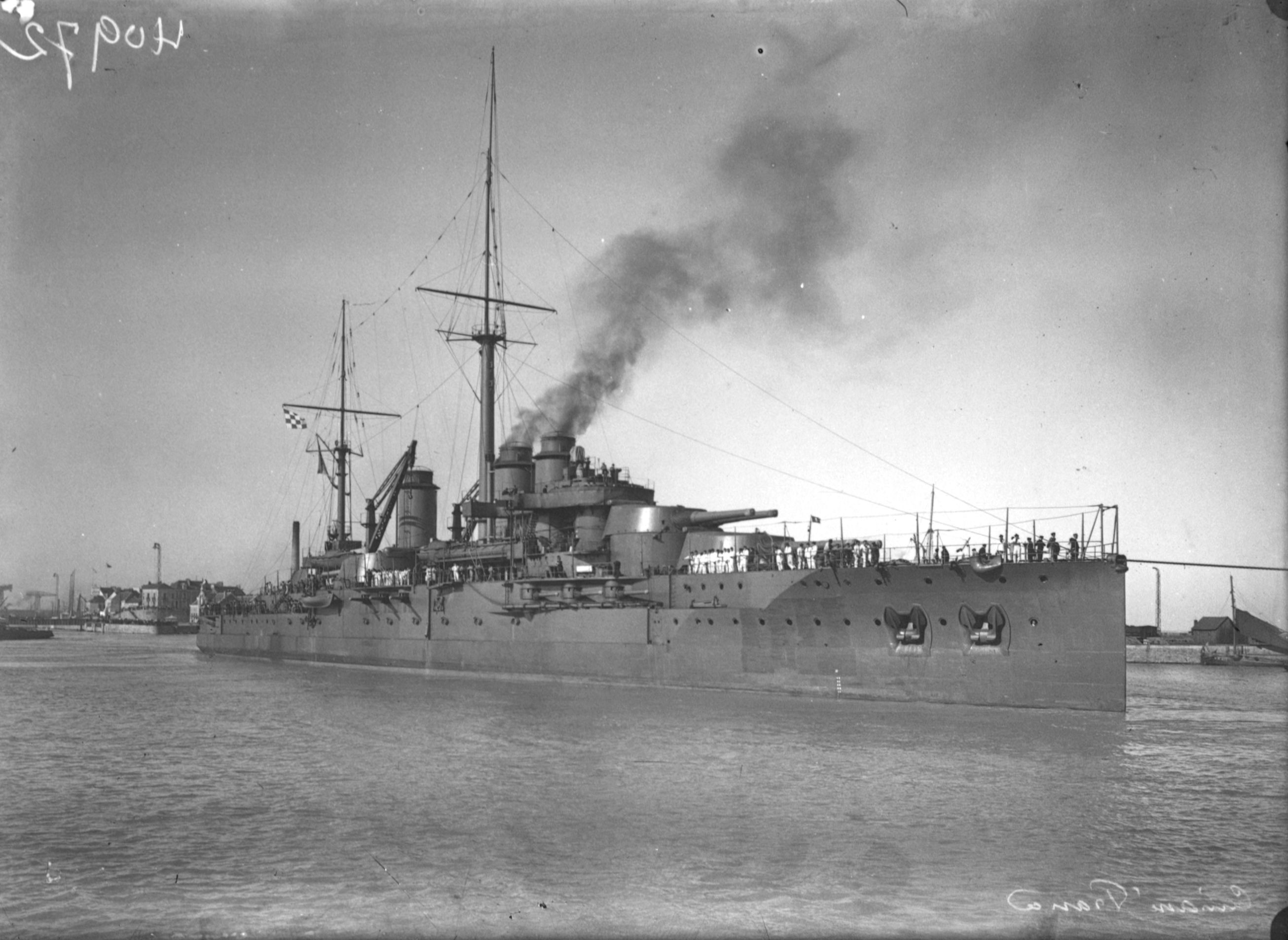
Лінкор «Франс»

Всього в 1910 - 1914 роках було побудовано чотири лінкора типу «Курбе», останні з яких увійшли у стрій вже після початку Першої світової війни. Спочатку кораблі серії входили до складу 1-го дивізіону 1-ї ескадри флоту, але перед початком війни були зведені в окремий загін командувача флотом. В ході війни всі лінкори типу «Курбе» діяли на Середземному морі, але їх участь в бойових діях обмежувалося в основному обстрілами узбережжя Австро-Угорщини. Також в 1919 році два з кораблів цього типу використовувалися в ході інтервенції на території колишньої Російської імперії.
Хоча вже до кінця Першої світової війни лінійні кораблі типу «Курбе» вважалися застарілими, зокрема через низький модернізаційний потенціал, який не дозволяло істотно поліпшити їх характеристики, Франція, що зуміла після них добудувати лише одну серію більш досконалих лінкорів, зберегла кораблі типу «Курбе» на озброєнні. За винятком «Франс», затонулого в 1922 році в результаті попадання на скелю під час шторму, і «Жана Бара»,  роззброєного 1937 року і перетвореного на стаціонарний навчальний корабель, інші два корабля серії залишалися на озброєнні і до початку Другої світової війни. До капітуляції Франції лінкори використовувалися в основному для обстрілу берегових позицій, а після капітуляції захоплені Великої Британією і надалі передані силам «Вільної Франції». Після цього кораблі вже ніколи не вводилися знову до бойового складу флоту і використовувалися у ролі допоміжних суден аж до свого списання. Останній корабель цього типу був проданий на злам лише в 1955 року.

## Конструкція

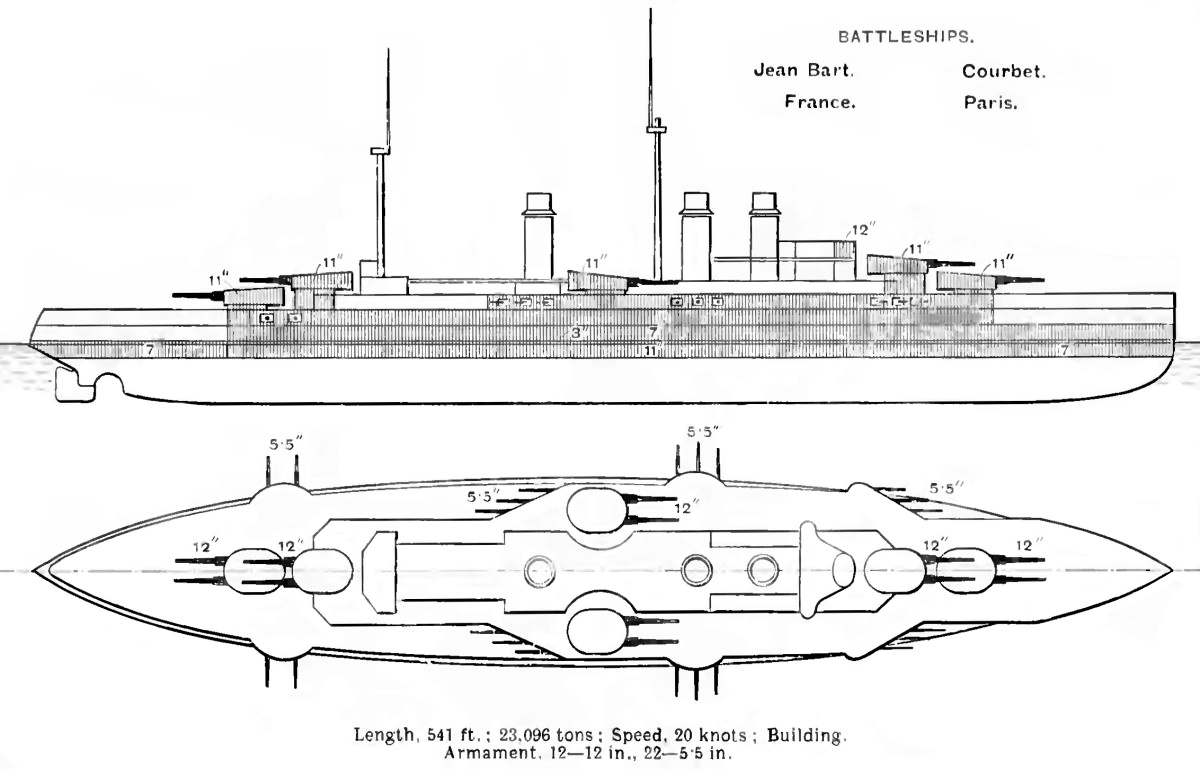
Схема дредноута типу «Курбе»

Перші французькі дредноути були розроблені виходячи з цілого комплексу обмежень. При їх проектуванні було висунуто вимогу, щоб кораблі могли використовувати існуючі доки без вимог капітальної реконструкції останніх. Виходячи з цього, розміри кораблів були порівняно невеликі. Їх стандартна водотоннажність не перевищувало 23457 тон, а повна - 25579 тонн. Довжина лінкорів типу «Курбе» не перевищувала 166 метрів, ширина - 27 метрів, осадка їх становила 9 метрів.
Кораблі мали високий надводний борт з довгим півбаком, що простягнувся до кормових башт головного калібру. У носовій частині була легка надбудова, поверх якої розташовувалася бойова рубка. Три труби були розділені на дві групи: пара труб попереду розташування центральних башт, і одна труба позаду. Кораблі були першими лінкорами французького флоту, які з самого початку не несли важкі бойові щогли з закритими марсами. Легка сигнальна щогла розташовувалася між групами труб і ще одна в кормовій частині. Між трубами і надбудовами проходила легка навісна палуба.

### Озброєння
Основне озброєння лінкорів типу «Курбе» складалося з дванадцяти 305-мм 45-каліберних гармат зразка 1910 року. Ці гармати, розроблені для останнього покоління французьких ескадрених броненосців, були цілком сучасними системами, здатними запускати 432-кілограмовий бронебійний снаряд з початковою швидкістю в 783 метра в секунду. Скорострільність становила 1,5-2 пострілу в хвилину.
Гармати головного калібру розташовувалися в шести двогарматних баштах. Дві башти були розташовані лінійно-піднесено в носі, на півбаку. Ще дві башти аналогічно розташовувалися на кормі, на верхній палубі. І ще дві вежі розташовувалися у центрі корпусу, по бортах. Таке розташування теоретично давало можливість вести вогонь на ніс чи корму з восьми гармат головного калібру (обидві носові або обидві кормові башти відповідно, і обидві центральні вежі), і давати бортові залпи з десяти гармат головного калібру (всі носові і кормові башти, і одна башта з відповідного борту).
Однак, при проектуванні дредноутів типу «Курбе», французький флот допустив ряд прорахунків. Французи орієнтували артилерію своїх кораблів для бою на середніх дистанціях (12 500 м). Теоретично потужні гармати головного калібру мали граничний кут піднесення всього 12 градусів, що обмежувало їх далекобійність 14 500 метрами  . Навіть за мірками того часу, це було недостатньо. Сучасні їм німецькі та англійські гармати могли вражати цілі на дистанції ніж на 15 000 метрів.
Недооцінка дистанції позначилася і на виборі озброєння, призначеного для оборони кораблів проти міноносців. Перші французькі дредноути несли вражаюче потужну батарею з двадцяти двох 138-міліметрових 55-каліберних гармат зразка 1910 року. Ці гармати стріляли 39,5-кілограмовими снарядами на дистанцію до 16000 метрів, парадоксальним чином перевершуючи по дальності головний калібр лінкора. Гармати цього типу розташовувалися побортно, в казематах на півбак. Палуба полубака була спеціально заужена в носі і в кормі, щоб забезпечити розташованим уступами гарматам хороший кут обстрілу на ніс і корму.
Французькі інженери вважали, що ці гармати будуть застосовуватися не тільки як протимінні, але і як засіб ураження неброньованих частин кораблів противника - що вступало у явне протиріччя з досвідом Російсько-японської війни, і абсолютно не виправдалося на практиці. Крім цього озброєння, дредноути - швидше, по-інерції - несли чотири старі 47-мм гармати системи Гочкіса, по дві на борт. Підводне озброєння складалося з чотирьох 450-мм підводних торпедних апаратів.

### Система управління вогнем
Система управління вогнем дредноутів типу «Курбе» була централізованою, але парадоксальним чином, недостатньо розвиненою. Була тільки одна пара далекомірів централізованого управління вогнем, з базою в 2,74 метра, встановлених по боках від бойової рубки. Також кожна вежа була оснащена власним 1,37-метровим далекоміром, встановленим в її задній частині, в броньованому ковпаку. Директорів управління вогнем там не було. У цілому, вся СУО була явно адаптована на ведення бою на малих і середніх дистанціях, коли кожна башта відстежувала переміщення противника в індивідуальному порядку і потребувала тільки в поправках на дальність.

### Броньовий захист
Застарілі погляди французьких адміралів на дистанцію морської битви зіграли свою роль і при визначенні схеми захисту кораблів. Дредноути типу «Курбе» несли суцільний броньовий пояс по ватерлінії, товщиною 270 міліметрів в центральній частині - між носовими і кормовими баштами головного калібру, який звужувався у краях до 180 міліметрів. Висота поясу становила 4,5 метра, але майже 2,4 метра з них перебували під водою. Французькі інженери дуже побоювалися наслідків підводних влучень.
Над основним поясом знаходився верхній, що складався з трьох смуг броні товщиною в 180 міліметрів, розташованих одна над іншою. Перша смуга, на рівні головної палуби, прикривала борт від форштевня і до кормових башт головного калібру. Друга, розташована вище на рівні верхньої палуби, прикривала центр корпусу від носової і до кормової групи Башт. Вона ж прикривала каземати чотирьох 138-мм гармат в кормі. Вище них розташовувалася третя, що простягнулася від носових башт головного калібру приблизно до середини корпусу. Вона прикривала основні каземати протимінної артилерії.
Горизонтальний захист складалася з трьох броньованих палуб, кожна товщиною від 30 до 48 міліметрів. Головна броньована палуба була опуклою, товщиною в 40 міліметрів і мала скоси товщиною 70 міліметрів, що з'єднувалися нижче ватерлінії з нижньою крайкою головного поясу. Вище неї розташовувалася верхня броньова палуба, товщиною у 50 міліметрів, і броньовий палуба полубака, товщиною в 30 міліметрів. Подібний захист був мінімально задовільним для 1910-х дистанціям ведення бою і був, скоріше, розрахований на стримування снарядів, які пробили верхній пояс (що, відповідно, врізалися у палубу під гострим кутом), ніж на захист від падаючих під великим кутом снарядів.

### Силова установка
Силова установка лінкорів типу «Курбе» складалася з чотирьох парових турбін Парсонса, загальною потужністю в 28000 к.с. Пар давали двадцять чотири котла моделі Ніклосса - шістнадцять великих в носових і вісім менших в кормових котелень відділеннях. На мірній милі, дредноути розвинули помірну швидкість, трохи швидше проектних 21 вузла.
Кораблі несли змішаний запас палива: 2700 тонн вугілля і 906 тонн нафти, якої сприскували вугілля для підвищення температури горіння. Запасу палива вистачало на 7800 км економічного ходу на 10 вузлах.

## Представники типу
| Назва               | верф                      | Закладка          | Спуск на воду    | Вступ в дію       | доля                            |
| ------------------- | ------------------------- | ----------------- | ---------------- | ----------------- | ------------------------------- |
| «Курбе» Courbet     | верф флоту в Бресті       | 1 вересня 1910    | 23 вересня 1911  | 19 листопада 1913 | затоплений 9 червня 1944        |
| «Франс» France      | AC de la Loire, Сен-Назер | 30 листопада 1911 | 7 листопада 1912 | 10 жовтня 1914    | загинув 26 серпня 1922          |
| «Жан Бар» Jean Bart | верф флоту в Лор'яні      | 15 листопада 1910 | 22 вересня 1911  | 15 червня 1913    | проданий на злам 14 грудня 1945 |
| «Парі» Paris        | FCM в Ла-Сейн-Сюр-Мер     | 10 листопада 1911 | 28 вересня 1912  | 1 серпня 1914     | проданий на злам 21 грудня 1955 |

## Служба

### До війни
Перша пара дредноутів типу «Курбе» вступила у стрій в 1913 році - менше ніж за рік до початку світової війни. На той момент кораблі стали найпотужнішіми і найсучаснішими одиниці французького флоту, але за світовими мірками вважалися вже застарілими. Їх характеристики виглядали незадовільно не тільки на тлі кораблів передових морських держав, але навіть в порівнянні з італійськими та австрійськими дредноутами - які в той час вважалися основними противниками французького флоту в Середземному морі.
Початкова служба кораблів не була багата подіями. Найпомітнішою подією в їх передвоєнної кар'єрі був візит «Франс» і «Жан Бар» в Санкт-Петербург в липні 1914 року, як частина почесного ескорту французького президента Рамона Пуанкаре. Кораблі перебували на Балтиці, коли була оголошена війна, але зуміли повернутися додому без інцидентів.

### Перша світова війна
На початку Першої Світової Війни чотири дредноута типу «Курбе» були єдиними боєздатними кораблями такого типу в усьому французькому флоті. Британо-французькі плани передбачали, що в разі війни між Антантою і Троїстим союзом, французький флот візьме на себе утримання контролю над Середземним морем - проти австрійського, і (в разі виступу Італії на боці Німеччини) італійського флоту.
На початку осені 1914 всі чотири дредноути були спрямовані у Середземне море. «Курбе» став флагманським кораблем Середземноморської ескадри під командуванням адмірала де Лаперье. Налаштований рішуче, Огюстін де Лаперье негайно направив основні сили флоту в Адріатику, сподіваючись захопити зненацька австрійські кораблі, які здійснювали блокаду узбережжя Чорногорії. Він розраховував, що йому вдасться виманити основні сили австро-угорського флоту і втягнути їх у вирішальну битву. Результати, однак, виявилися набагато скромнішими: бій при Антіварі, під час якого французький флот потопив старий австрійський легкий крейсер «Зента».
Це був єдиний випадок за всю війну, коли французькі дредноути вступили в бій з кораблем противника. Вирішального характеру це невелике зіткнення не мало. Австро-угорський флот не став залишати захищених баз в Адріатиці. До кінця 1914 року французькі дредноути залишалися біля узбережжя Чорногорії, надаючи вогневу підтримку союзним військам. У грудні дредноут «Жан Бар» був пошкоджений торпедою з австрійської підводного човна U-XII, після чого лінкори відступили на Мальту.
Подальша їх діяльність в роки війни обмежувалася підтримкою далекої блокади Адріатики на випадок спроби австрійського флоту прорватися в Середземне море. У 1915 з вступом у війну Італії на боці Антанти, стан справ на Середземному морі значно змінився на користь Англії і Франції - разом французький та італійський флот мали значну перевагу над австро-угорським. У 1916 після того як сили Антанти зайняли ряд островів нейтральної на той момент Греції, французькі кораблі перемістилися на більш зручні передові позиції на Корфу. Їх екіпажі при цьому були сильно скорочені, у зв'язку з потребою у кваліфікованих моряках та офіцерах для формування екіпажів протичовнових кораблів. До кінця війни дредноути типу «Курбе» більш не взяли участі в бойових операціях.

### Міжвоєнний період
Після закінчення світової війни лінкори типу «Курбе» брали участь в подальших конфліктах. «Франс» і «Жан Бар» в 1919 діяли на Чорному морі, в складі сил Антанти, спрямованих для інтервенції в охоплену громадянською війною колишню Російську імперію. У квітні 1919 моряки цих дредноутів (служили без перерви з 1914 року) підняли повстання, обурені тим, що командування тримало їх на службі навіть після завершення війни. Заколот вдалося загасити лише після того, як командувач ескадрою віце-адмірал Жан-Франсуа-Шарль Амі погодився повернути дредноути додому.
Досвід війни наочно продемонстрував помилковість уявлень французьких офіцерів про дистанціях морського бою, покладених в основу проекту «Курбе». Інспекція кораблів після війни оцінила їх боєздатність за сучасних умов як незадовільну, виділивши наступні фактори:
- Відсутність директорів для наведення гармат головного калібру
- Абсолютно недостатній кут піднесення - і, отже, дальність дії гармат головного калібру
- Слабкий протиторпедні захист
- Незадовільний захист від влучень снарядів в палубу під великим кутом, під час бою на дальніх дистанціях
- Практично повна відсутність адекватної протиповітряної оборони
- Вугільні машини
- Застаріла організація дій екіпажу, систем передачі сигналів, освітлення і т. д.

У воєнний час будь-яким чином значимо виправити ці недоліки було неможливо, через відтік робочих рук і коштів з суднобудівної промисловості. Після війни, французький флот виявився в ще гіршому становищі, ніж до неї. Практично всі наявні великі кораблі (виключаючи деякі трофейні) були в тій чи іншій мірі застарілими, і не відповідали вимогам часу. Виснажена війною економіка Франції не дозволяла розгорнути значну програму військового кораблебудування, і навіть добудова вже закладених і спущених на воду супердредноутов типу «Норманді» була під питанням - зокрема щодо доцільності  добудови,  спроектованих до війни кораблів, які не відповідали вимогам післявоєнного часу. Крім того, французький флот був сильно незбалансований. Основні зусилля до війни приділялися будівництву лінійних кораблів, через що французький флот не отримав жодного сучасного турбінного крейсера і мав дуже мало сучасних есмінців.
Крапку в суперечках про майбутнє французького флоту поставило Вашингтонська угода 1922 року. Договір остаточно звів нанівець морські претензії Франції, зрівнявши її флот по тоннажу лінійних кораблів з італійським. Спроби французької делегації витребувати собі додатковий тоннаж виявилися безуспішними, так як французький уряд був більш стурбований тим, щоб не дозволити накласти будь-які обмеження на французьку армію. Це означало, що три супердредноути типу «Прованс» і чотири дредноута типу «Курбе» на найближчий час ставали основою лінійних сил французького флоту.
У серпні 1922 загинув «Франс», налетівши на невідзначеними на картах скелю в Біскайській затоці. Згідно Вашингтонського договору французький флот мав право негайно закласти новий дредноут для його заміни, але економічне становище Франції не дозволяло реалізувати ці плани - і крім того, ті шість дредноутів і супердредноутов французького флоту забезпечували йому досить впевнену перевагу над п'ятьма італійськими дредноутами.
Прагнучи підтримувати ці старіючі дредноути відповідно до вимог часу, французи кілька разів модернізували три уцілілих корабля типу «Курбе» у міжвоєнний період. У 1922-1925, в ході першої модернізації, котли дредноутів повністю перевели на нафту (при цьому дві носові труби звели в одну), кут піднесення гармат головного калібру збільшили, встановили директори управління вогнем. Частина малокорисної носової броні зняли, щоб утримати водотоннажність у допустимих рамках. Старі зенітні гармати замінили новими, моделі 1918 роки. Також додали батареї зенітних кулеметів.
У 1929-1931 дредноути типу «Курбе» пройшли другу серію модернізацій. В ході неї старі турбіни, які безпосередньо працювали на гвинти, замінили новими, з зубчастої передачею. Система управління вогнем отримала новий далекомірний пост на вершині носової щогли, з 4,57-метровим коаксіальним і 3-метровим стереоскопічним дальномерами. Допоміжна артилерія також отримала директори управління вогнем, з 2-метровими далекомірами з боків рубки. Додатковий 8-метровий далекомір встановили на даху піднесеної кормової башти. Зенітки зразка 1918 року замінили новими, моделі 1922 року, також оснащеними далекомірами.
Проте, стан цих досить старих, і активно експлуатованих кораблів викликав занепокоєння у флоту. У 1936 році «Жан Бар» був визнаний занадто зношеним для подальшої служби, списаний, та переобладнаний в навчальний судно «Океан» . Два дредноути пройшли черговий ремонт в кінці 1930-х, під час якого на кораблях замінили котли і демонтували торпедні апарати, які практично не застосовувались лінкорами. Проте, непридатність кораблів до сучасних військових дій була вже очевидною, і в 1938 році обидва вони були переведені у клас навчальних кораблів.

### Друга світова війна
До початку Другої Світової Війни обидва уцілілих дредноутаицього типу - «Париж» і «Курбе» - були навчальними кораблями на Атлантичному узбережжі. У травні 1940 року французький флот мобілізував їх знову для служби. Кораблі отримали додаткове легке зенітне озброєння під час підготовки у Шербурі.
Обидва корабля надавали вогневу підтримку своїм військам на березі у боях за Шербур і Гавр, хоча відсутність на них літаків-коректувальників істотно обмежило їх можливості. «Париж» був пошкоджений бомбою з німецького літака і відремонтований в Шербурі. Капітуляція Франції застала обидва лінкора у британських портах. 3 липня, під час операції «Катапульта», британці захопили обидва корабля і через деякий час передали «Курбе» як навчальний корабель силам Вільної Франції. За призначенням лінкори більш не застосовувалися. Їх застаріла конструкція, мала швидкість і недостатнє озброєння робили ці кораблі абсолютно нездатними протистояти лінійним кораблям противника. Урешті решт, обидва лінкора були роззброєні і перетворені в плавучі склади.
У 1944 році «Курбе» був використаний у Шотландії як мішень для випробувань нової зброї -  циліндричних авіабомб, які оберталися, рикошетили і підскакували по поверхні води. Після цих випробувань було прийнято рішення використовувати цей старий корабель як частину хвилерізу штучної гавані при висадці в Нормандії. 9 червня 1944 року корпус корабля, залитий цементом, відбуксирували до узбережжя Нормандії і притопили на мілководді. Німецька розвідка помилково вважала блокшив діючим лінкором, і він піддався атакам  керованих людьми торпед у ніч з 15 на 16 і з 16 на 17 серпня - які, зрозуміло, були абсолютно марні. Після війни корабель був розібраний на брухт.
«Париж» пережив війну. У 1940 він був переданий збройним силам Вільної Польщі в якості плавучої казарми і навчального корабля. У серпні 1945 корабель був повернутий Франції і відбуксирували до Бресту, де, які плавучий склад, прослужив до 1955 року. У 1955 останній дредноут типу «Курбе» відправився на брухт.

## Оцінка проекту
Дредноути типу «Курбе» з'явилися у період кризи французького військового флоту, коли Франція неохоче усвідомлювала свій перехід від статусу другої за силою морської держави до істотно більш скромного становища п'ятої  . Це відбилося і на перших французьких дредноутах. Побудовані виходячи з неадекватно проаналізованого світового досвіду, вони були добротними, але нічим не примітними кораблями, які поступалися багатьом сучасникам.
Головною проблемою дредноутів типу «Курбе» була переконаність французьких адміралів в тому, що вирішальна битва буде вестися на порівняно невеликих дистанціях. Виходячи з цього, артилерія головного калібру дредноутів мала абсолютно недостатню дальність дії, а площа бронювання виявилася надмірною при недостатній захищеності. Фатальним недоліком виявилося поділ горизонтального бронювання між декількома порівняно тонкими броньованими палубами - подібне бронювання не дозволяло витримувати удари бронебійних снарядів, що падали під великим кутом. Недостатнім був і протиторпедний захист внаслідок бортового розміщення двох башт головного калібру і будівельних обмежень. На додачу до всього, прагнення обмежити розміри кораблів габаритами доків призвело до дуже «тісного» компонування, що не допускало подальших капітальних модернізацій.
В цілому, дредноути типу «Курбе» були компромісним проектом і поступалися по бойової потужності німецьким і британським кораблям, які будувалися одночасно з ними. Їх тривалий строк служби в складі флоту пояснювалося лише важким становищем виснаженої війною Франції, що не дозволяло реалізувати передбачене угодою право на заміну цих кораблів.